# Syllitus beltrani
Syllitus beltrani är en skalbaggsart som beskrevs av Cerda 1968. Syllitus beltrani ingår i släktet Syllitus och familjen långhorningar. Inga underarter finns listade i Catalogue of Life.